# واخنهایم (آلزی-ورمز)
واخنهایم (به آلمانی: Wachenheim) یک شهر در آلمان است که در آلزی-ورمز واقع شده‌است. واخنهایم ۶۴۲ نفر جمعیت دارد.